# Tchamzinka (raïon de Tchamzinka)
Tchamzinka (en russe : Чамзинка, en erzya : Чаунза, Čaunza) est une commune urbaine de la république de Mordovie au sein de la fédération de Russie. Elle est le centre administratif du raïon de Tchamzinka.

## Géographie
Tchamzinka est situé au bord de la rivière Nouïa, à 45 km en ligne droite et 52 km par la route au nord-est de Saransk.
La route Р178 (Saransk-Samara) passe près de Tchamzinka.
La température moyenne en janvier est de -11,3°С, en juillet de +19,5°С.

## Histoire
En 1960, Tchamzinka est déclarée commune urbaine.
En 1998, l'église Saint-Michel-Archange a été construite au centre du village.
Depuis 2005, Tchamzinka est le centre administratif du raïon de Tchamzinka.

## Démographie
La population de Tchamzinka a évolué comme suit:
| 1959  | 1970  | 1979  | 1989  |
| ----- | ----- | ----- | ----- |
| 1 957 | 5 675 | 6 548 | 9 845 |

| 2002  | 2009  | 2012  | 2015  |
| ----- | ----- | ----- | ----- |
| 9 906 | 9 534 | 9 367 | 9 359 |

| 2020  | - | - | - |
| ----- | - | - | - |
| 9 059 | - | - | - |

## Galerie

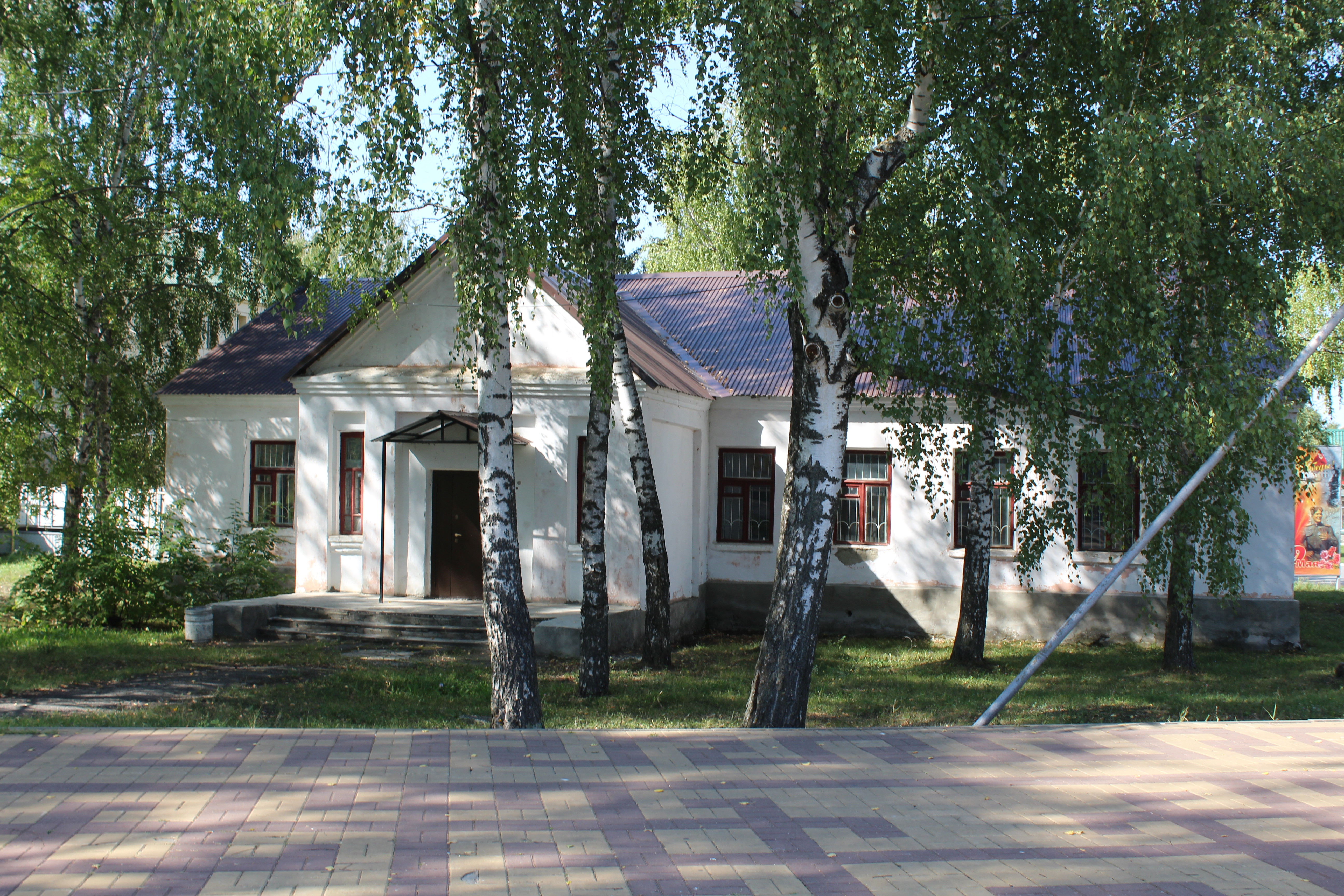
Musée d'histoire et de traditions locales de Tchamzinka.
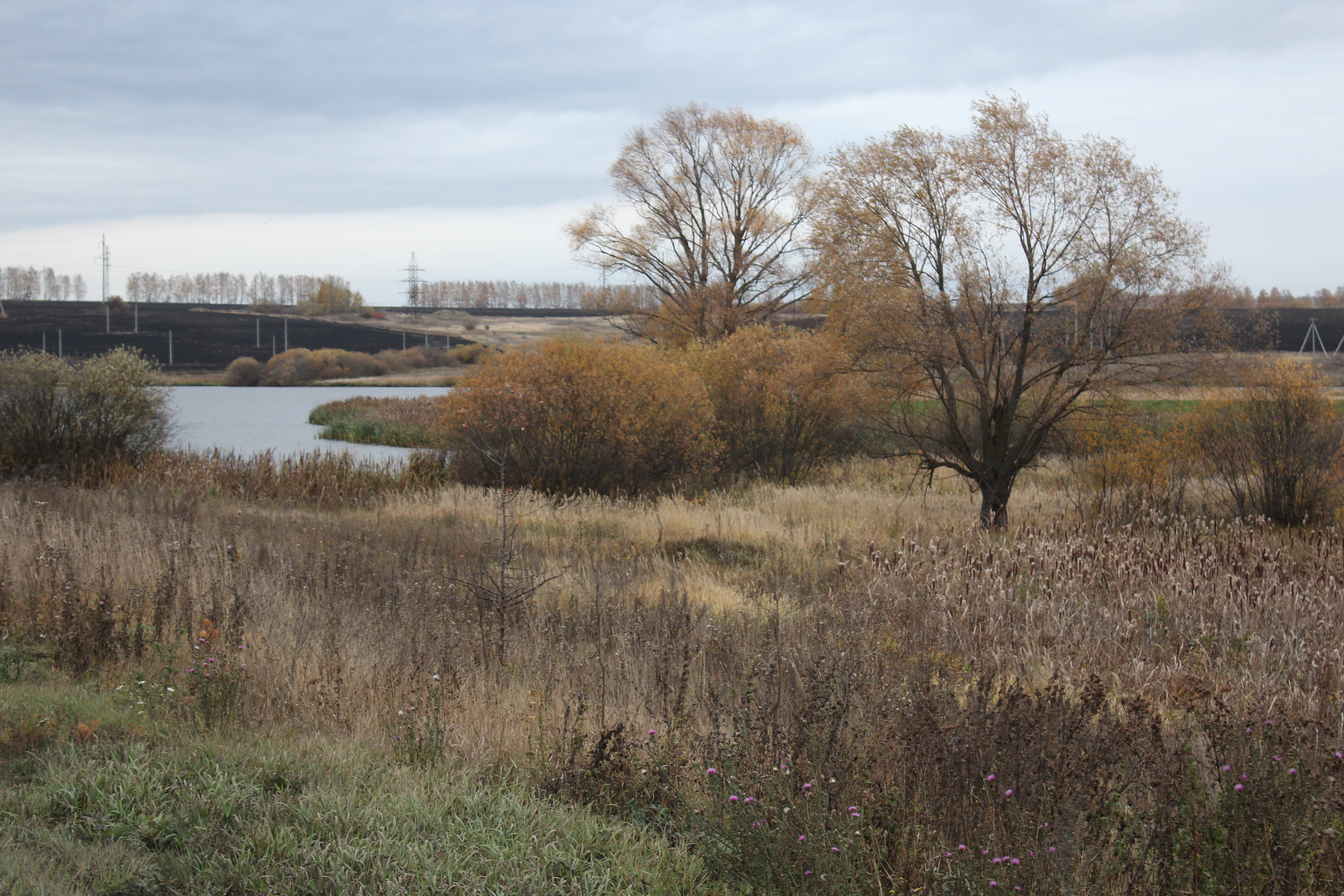
La rivière Nouïa en octobre.
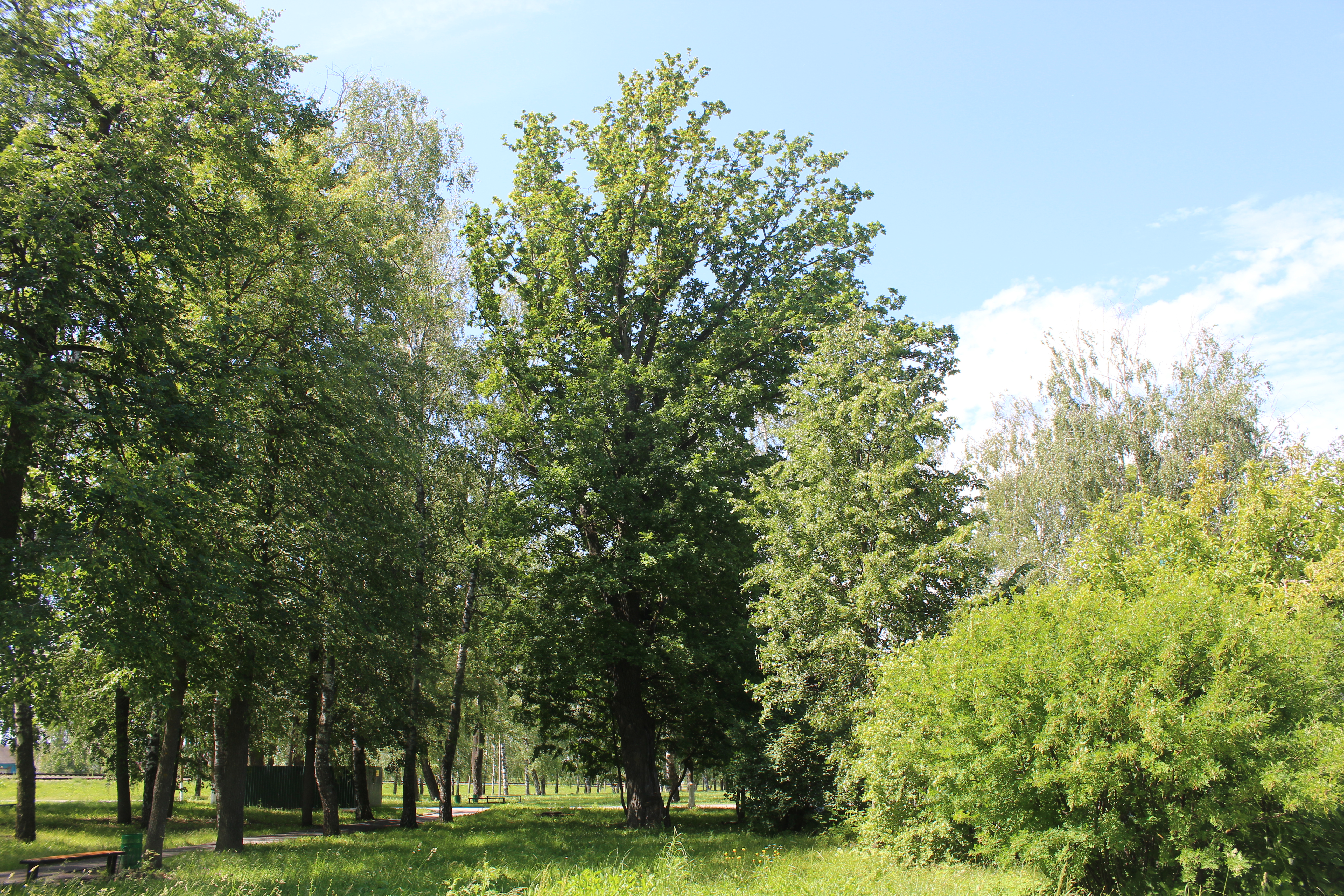
Parc de la culture et des loisirs.